# میرتل مک‌آتیر
میرتل مک‌آتیر (انگلیسی: Myrtle McAteer; ۱۲ ژوئن ۱۸۷۸ – ۲۶ اکتبر ۱۹۵۲) تنیس‌باز اهل ایالات متحده آمریکا بود.
وی در سال ۱۹۰۰ قهرمان بخش انفرادی تنیس آزاد آمریکا و در سال ۱۸۹۹ و ۱۹۰۱ قهرمان بخش دو نفره تنیس آزاد آمریکا به ترتیب به همراه ژان کراون و ژولیت اتکینسون شد.